# Török Ferenc (pirotechnikus)
Török Ferenc (Szentes, 1952. január 22. –) magyar pirotechnikus.

## Élete
1973-óta a Mafilm Nonprofit Zrt. alkalmazottja, 1975-től produkciósként a látványtechnikával foglalkozik, ami a filmtechnikát, pirotechnikát és fegyvertechnikát foglalja magába. Ilyen pirotechnikai hatások a robbanás, láng, szikra stb., vagy egyéb hatások: eső, szél, havazás, köd stb. létrehozása.
1988-tól a piro- és fegyvertechnikai csoportnál dolgozik, 2000-től az egyik vezető pirotechnikusa. A Magyarországon forgatott filmek 90%-ában ő, és a másik két pirotechnikus vezető koordinálják a pirotechnikai feladatokat. Tűzijátékok tervezésével, kivitelezésével (akár zenére is) foglalkozik.
Filmes pirotechnikai munkái mellett nagyon sok tűzijáték kivitelezője is volt országszerte, többek között a 2002-es, 2003-as budapesti augusztus 20-i tűzijáték társkivitelezője is.
Két gyermek édesapja.[forrás?]

## Filmjei
- 2009: Vándor örömlány
- 2009: Eagle Of The Ninth
- 2009: Don Juan
- 2009: Iris
- 2008: Benedek Elek Meséi
- 2008: 100 feet
- 2008: Good
- 2007: Utóirat
- 2007: Diótörő
- 2007: Tejút
- 2007: Márió, a varázsló
- 2007: Lora
- 2006: Csapatleépítés
- 2006: Kútfejek
- 2006: Szabadság, szerelem
- 2006: 56 csepp vér
- 2005: Szőke Kóla
- 2005: Az igazi mikulás
- 2005: Stambuch
- 2005: Le a fejjel!
- 2005: A halál kilovagolt Perzsiából
- 2003: Kontroll
- 2003: Kaffka Margit és Bauer Henrik
- 2002: Napóleon tv-sorozat
- 2001: Nexxxt
- 2001: Üvegtigris
- 2001: Torzók
- 2016: Itt élned, halnod kell[3]
- 1998: Biztosítás
- 1992: A skorpió megeszi az ikreket reggelire
- 1989: Bye-bye Chaperon Rouge
- 1989: Vadon